# Robert Wells
Robert Wells (ur. 15 maja 1961 w Londynie) – brytyjski bokser kategorii superciężkiej. Jest brązowym medalistą igrzysk olimpijskich w Los Angeles (1984).